# Paolo Vero
Paolo Vero (Roma, 26 gennaio 1958 – Pesaro, 6 luglio 2015) è stato un direttore di coro italiano, per 25 anni ha diretto cori in opere liriche rappresentate a Roma, Cagliari, Palermo, Bologna e Trieste.

## Biografia
Nasce a Roma agli inizi del 1958 terzo di tre fratelli tra cui Francesco padre del musicista Dario Vero. Si diploma al Conservatorio Santa Cecilia in pianoforte. Negli anni '80 è in Grecia dove perfeziona e specializza i suoi studi musicali dedicandosi al canto corale.
Tornato in Italia, alla fine del 1989 è chiamato a dirigere il coro del Nabucco al teatro Giulio Cesare di Roma. Dal 1990 al 1993 cura la preparazione delle opere al Teatro dell'Opera di Roma. Nel 1992 dirige il coro nell'opera Gilgamesh di Franco Battiato. Nel triennio 1993-1995 collabora con il Festival di Bayreuth come assistente musicale del Maestro del Coro Norbert Balatsch, preparando opere di Richard Wagner sotto la direzione di Giuseppe Sinopoli, Donald Runnicles, Daniel Barenboim, James Levine e Peter Schneider.
Nel 1997 passa a dirigere il coro del Teatro Lirico di Cagliari. Qui rimarrà per otto anni che la cultura musicale della città ricorderà come memorabili. Durante questi anni il nuovo Maestro del Coro dà un notevole impulso alle attività del suo teatro che brillerà in particolare per la produzione di opere mai o raramente rappresentate in Italia tanto che ll Teatro Lirico di Cagliari nel 2001 per le sue iniziative riceve il premio Franco Abbiati. Per la casa discografica Dynamic vengono incise Le fate di Wagner e Dalibor di Smetana, due prime rappresentazioni in Italia premiate, rispettivamente, da Musica e Dischi quale miglior disco operistico italiano del 1997, e da Opéra International col “Timbre de Platine” - nel 2001.
Anche Gli stivaletti di Čajkovskij nel 2000 viene registrato dal vivo e trasmesso in tutto il mondo dalla RAI con grande successo di critica e di pubblico. e replicato in anni successivi
Contemporaneamente vengono proposti anche i classici più conosciuti. Per la Rai si registra, nel 1998, La bohème, trasmessa in tutto il mondo, e, nel 2003, Don Pasquale edito in DVD da Rai Trade Ricordiamo anche nel 1998 L'elisir d'amore diretto da Lü Jia con regia di Filippo Crivelli edizioni Ricordi, nel 2002 La traviata diretta da Renato Palumbo con la regia di Federico Tiezzi e il Rigoletto diretto da Zsolt Hamar con la regia di Alberto Fassini.
Il periodo cagliaritano di Vero termina nel 2005 con Oedipe di Enescu.
Dieci anni dopo a Cagliari in ricordo del rimpianto maestro viene istituito un premio per giovani talenti nella direzione di orchestra e del coro.
Dal 2005 al 2006 dirige il coro del Teatro Massimo Vittorio Emanuele di Palermo.
Dal 2006 al 2010 passa a dirigere il Teatro Comunale di Bologna. Partecipa al Rossini Opera Festival con Zelmira (2009), Sigismondo (2010), La Cenerentola, La morte di Didone, Le nozze di Teti e di Peleo, Stabat Mater.
Infine dirige il coro del Teatro lirico Giuseppe Verdi di Trieste. A Pesaro muore improvvisamente nel 2015 a 57 anni di età.

## Opere
Alcune tra diverse opere rappresentate in cui Paolo Vero svolge il ruolo di Maestro del Coro e relativa discografia.

### Coro del Teatro dell'Opera di Roma
- 1989 – Giuseppe Verdi, Nabucco,  (doppio), CLAMADisCo CLAMA 6/7, Italia, Direttore d'orchestra Antonio Ballista, Regia Franca Valeri[15]
- 1991 – Gioachino Rossini, Ermione (opera), Ricordi RAI radio, Italia, Direttore d'orchestra Evelino Pidò, Regia Hugo de Ana[16][17]
- 1992 – Franco Battiato, Gilgamesh, , EMI classics 0777 7 54759 2 0, Italia, Direttore d'orchestra Maurizio Rinaldi[18][19]

### Coro del Teatro Lirico di Cagliari
- 1997 – Richard Wagner, Die feen, CD (triplo), Dynamic CDS 217/1-3, Italia, Direttore d'orchestra Gabor Ötvös[20][21]
- 1998 - 'Giacomo Puccini', La bohème, Direttore d'orchestra Steven Mercurio,Regia Lorenzo Mariani; trasmesso su RAI 5[22]
- 2000 – Bedrich Smetanao, Dalibor, CD (doppio), Dynamic CDS295, Italia, Direttore d'orchestra David Yoram[23]
- 2001 – Richard Strauss, Die Ägyptische Helena,  (doppio), Dynamic CDS 374/1-2, Italia, Direttore d'orchestra Gérard Korsten[24]
- 2002 – Frederick Delius, A Village Romeo and Juliet, Italia, Direttore d'orchestra Gérard Korsten, regia di Stephen Medcalf[25][26]
- 2003 – Tchaikovsky, Opricnik,  (triplo) CDS 430/1-3, Italia, Direttore d'orchestra Gennadij Nikolaevič Roždestvenskij[7]
- 2004 – Carl Maria Weber, Euryanthe, CD, Dynamic CDS408, Italia, Direttore d'orchestra Gérard Korsten[27]
- 2004 – Manuel de Falla, La vida breve, CD (doppio), Dynamic Music CDS380, CDS3081, Italia, Direttore d'orchestra Rafael Frühbeck de Burgos[28]
- 2004 – Granados, Enrique, Goyescas, Dynamic Music CDS3802, Italia, contenuto nel precedente "La vida breve"[29]
- 2004 – Franz Schubert, Alfonso und Estrella, CD (doppio), Dynamic CDS451, Italia, Direttore d'orchestra Gérard Korsten, Regia Luca Ronconi[30]
- 2005 – Heinrich Marschner, Hans Heiling,  (doppio), Dynamic, italia, Direttore d'orchestra Renato Palumbo, regia Pier Luigi Pizzi[31]

### Coro del Teatro Massimo di Palermo
- 2005 - Karol Szymanowski, Re Ruggero, Direttore d'orchestra Jan Latham-Koenig, regia di Yannis Kokkos[32]
- 2006 – Christoph Willibald Gluck, Orfeo ed Euridice, Italia, Direttore d'orchestra Jonathan Webb, regia Luciano Mattia Cannito[33]

### Coro del Teatro Comunale di Bologna
- 2007 – Gioachino Rossini, L'italiana in Algeri, Italia, Direttore d'orchestra Michele Mariotti, Regia di Dario Fo[34]
- 2008 – Vincenzo Bellini, Norma, CD, Rai Trade, Italia, Direttore d'orchestra Evelino Pidò ; regia: Federico Tiezzi[35]
- 2009 – Elīna Garanča, Bel Canto, , Deutsche Grammophon, Italia, Direttore d'orchestra Roberto Abbado; Regia Fred Münzmaier[36]
- 2010 – Flórez, Juan Diego, Santo: sacred songs, CD, Decca 4782254, Gran Bretagna, Direttore d'orchestra Michele Mariotti[37]
- 2010 – Gaetano Donizetti, Don Pasquale, DVD, TDK Recording Media Europe DVOPDP TDK, Germania, Direttore d'orchestra Enrico di Maira, Regia Patrizia Carmine[38]
- 2011 – Nino Machaidze, Romantic aria, CD, Sony Classical 88697847042, Italia, Direttore d'orchestra Michele Mariotti[39]

### Coro del Teatro Lirico Giuseppe Verdi di Trieste
- 2012 – Gioaccino Rossini, Il barbiere di Siviglia, Italia, Direttore d'orchestra Corrado Rovaris[40][41]
- 2013 – Giuseppe Verdi, La battaglia di Legnano, DVD, Unitel Classic Mondadori, Italia, Direttore d'orchestra Boris Brott, regia Ruggero Cappuccio[42]
- 2015 – Giuseppe Verdi, Aida, Classic, Cina, Direttore d'orchestra Zubin Mehta, regia Francesco Micheli[43]